# Proosten

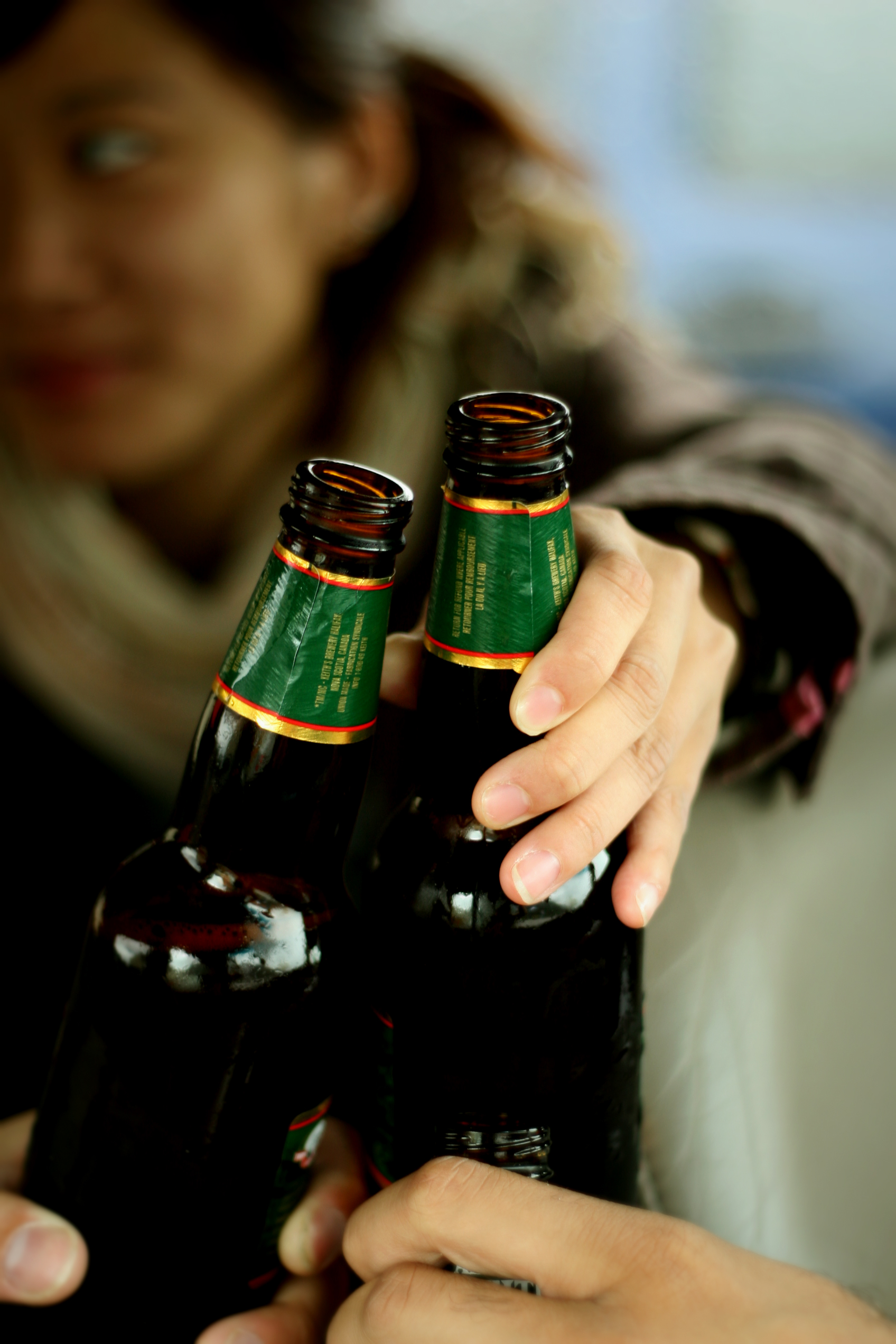
Klinken

Proosten (ook wel toosten of het uitbrengen van een toost genoemd) doet men gewoonlijk bij bevestigen van een zegen- of  heilwens met een heildronk, dat wil zeggen dat men drinkt op iemands welzijn, waaronder de goede gezondheid. Na het uitspreken van de heilwens, wordt in een groter gezelschap het glas geheven onder het uitspreken van het woord "proost", "gezondheid", "lechajem" en een slok genomen, of soms het glas in één teug geleegd.
In een kleiner gezelschap wordt de heildronk op andermans welzijn niet bevestigd door het glas te heffen, maar door te klinken; het gevulde eigen drinkglas of bierpul eerst tegen een andermans gevulde glas of pul te tikken. Daarna wordt de slok genomen; soms worden eerst nog de gebogen armen met het glas of de pul in elkaar gestoken.

## Etymologie
De Nederlandse wens Proost! dateert uit de 19e eeuw en is via het Duitse Prosit! afgeleid van het Latijnse prosit. Dit is letterlijk te vertalen als "het strekke u tot voordeel", te vergelijken met het Duitse Zum Wohl. In Duitse studentenkringen is de drinkspreuk al sinds het begin van de 18e eeuw ingeburgerd.

## Proosten bij bijzondere gelegenheden
Het elkaar toedrinken, dat is uitbrengen van een toost met het uitspreken van een wens is vooral gebruikelijk bij bijzondere gelegenheden, zoals bij het nieuwjaarswensen, bij doopplechtigheden, verjaardagen en bruiloften, en bij andere groepsrituelen, met name in het verenigingsleven, bij militairen en in studentencorpora. In formele gelegenheden kan de wens uitgroeien tot een kleine toespraak. Een studentikoze variant is de spreuk Ad fundum!
De kern daarvan gaat terug tot een drinkritueel, waarbij de (oorspronkelijk mannelijke) deelnemers zich door het uitspreken van een drinkspreuk aan elkaar verplichtten. De wens kan ook gericht zijn aan een van de deelnemers of aan een niet (of niet meer) aanwezige deelnemer aan wiens adres een zegenwens wordt uitgesproken. Het klassieke voorbeeld is de toost op het koningshuis, op het staatshoofd of op de natie. 
Met name bij politieke manifestaties wordt soms een toost uitgebracht, vooral in situaties waar de deelnemers zichzelf als onderdeel van een politieke beweging zien. Bij revolutionaire bewegingen, zoals in Duitsland rond 1848, speelden de uitgebrachte toosts een belangrijke rol bij het mobiliseren van.politieke sentimenten. Een Nederlands voorbeeld is het gebruik van het glas Duc d'Alfs Uitluiding (met een ingebouwd belletje), waarvan beweerd werd dat ermee bij de afzwering van koning Filips II in 1581 was geproost.  
Verschillende vormen van drinkgerei, zoals de drinkhoorn, de drinkuit en bijzondere typen drinkglazen als Hansje in de Kelder worden in verband gebracht met het toosten. 

## Herkomst van het klinken

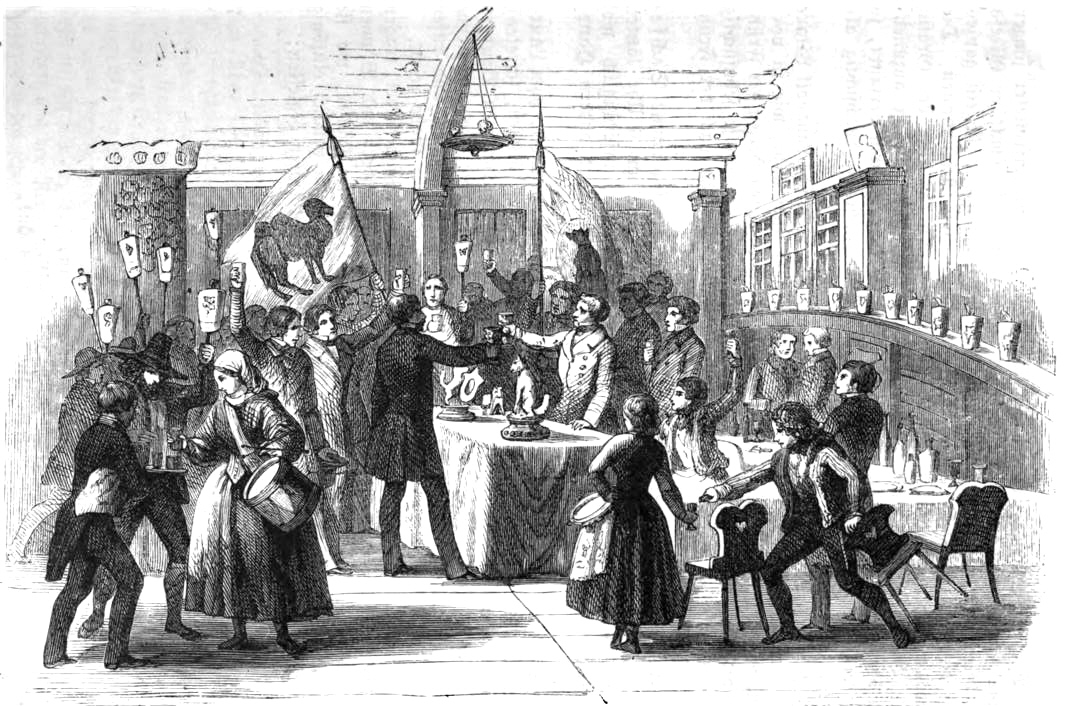
Afbeelding uit Das festliche Jahr in Sitten, Gebräuchen und Festen der germanischen Völker, 1863

De meest waarschijnlijke verklaring voor het gebruik van het klinken van de glazen ligt in het feit dat er vaak uit gemeenschappelijk drinkgerei werd gedronken. Toen individueel drinkgerei in de mode raakte, tikte men de glazen of bekers tegen elkaar (Duits: anstoßen) om de eenheid en het groepsgevoel te benadrukken.
Het klinken met bekers en glazen dateert in Nederland mogelijk al uit de 16e eeuw. Het woord clincken komt voor bij Kiliaen (1583) en is vermoedelijk ontleend aan een middeleeuws woord dat "klokkleppen" of "slaan met de klepel" betekent. In de combinatie drincken en clincken komt het woord sinds 1600 geregeld voor. "Vrienden, schenkt de glaasjes in, Laaten wy eens klinken", schrijven Betje Wolf en Aagje Deken in 1781.
De toost werd soms kracht bijgezet door het geluid van het glas te laten horen, of soms ook een belletje dat aan het glas bevestigd was, te laten klinken. Dit geluid wed nagebootst door de afzonderlijke glazen te laten klinken.
Er zijn ook alternatieve verklaringen:
- Welgestelden zouden door het glas te laten klinken, hebben laten horen dat ze zich kristallen glazen konden veroorloven.[3]
- Het zou een gebruik uit de middeleeuwen zijn, ter voorkoming van vergiftiging, bijvoorbeeld wanneer de betrokken partijen vredesbesprekingen voerden of coalities wilden spreken. Wantrouwen tussen de verschillende groepen zou ertoe geleid hebben dat men vreesde voor een vergiftigd drankje. Voordat men de lippen aan bekers zette was het gebruikelijk om de bekers tegen elkaar aan te slaan, hierdoor kwam er altijd wel een beetje drank van de ene in de andere beker. Op deze wijze kon men er op vertrouwen (als een ongeschreven regel) dat het drankje niet vergiftigd zou zijn door de andere zijde. Deze hypothese wordt echter sterk betwijfeld. De bekers zouden namelijk tot de rand gevuld moeten zijn en tot veel verlies leiden.
- Als je het glas vast pakt, voel je met je hand, je ogen zien de inhoud, je neus ruikt en je tong proeft. Om ook je oren aan hun trekken te laten komen hef je het glas en klinkt. Proost![4].

## Proosten in verschillende talen
- Afrikaans: gesondheid, tjorts
- Albanees: gëzuar, gezuar
- Arabisch: besaha, bsahtik
- Armeens: genatzt
- Atjees: horas
- Azerbeidzjaans: afiyæt oslun
- Bulgaars: na zdrave
- Chinees: ganbei (乾杯/干杯)
- Deens: skål ('schaal', wanneer je vraagt of iemand voedsel doorgeeft)
- Duits: prost, zum Wohl, Wohlsein, schmollis
- Egyptisch: fee sahetak, bisahtak
- Engels: cheers, bottoms up
- Esperanto: je via sano (op je gezondheid)
- Estisch: tervist (gezondheid)
- Filipijns: mabuhay
- Fins: kippis, terve (gezondheid)
- Frans: à votre/ta santé (op uw gezondheid), à la vôtre/tienne
- Fries: Tsjoch
- Gaelisch (Iers): sláinte (gezondheid, uitspraak slo:ntje), céad mile fáilte (honderdduizend keer welkom, uitspraak kje:d milje fo:ljhe)
- Gaelisch (Schots): slainte mhath (goede gezondheid, uitspraak: slaandji waah)
- Georgisch: gaumarjos (spreek uit: ga-oe-mar-djos, de g is een Duitse g)
- Grieks: για μας (gia mas), στην υγεία μας (stin igeia mas)
- Groenlands: kassutta, imeqatigiitta
- Hawaïaans: okole maluna
- Hebreeuws: l'chaim (op het leven)
- Hongaars: egészségedre (op je gezondheid)
- IJslands: skál
- Indonesisch: pro
- Italiaans: cin cin (formeel), salute (informeel)
- Japans: kanpai (乾杯)
- Kantonees: jam2 sing3 (飲勝), gon1 bui1 (乾杯)
- Koreaans: chukbae (축배), keonpae (건배)
- Kroatisch: živjeli
- Latijn: sanitas bona (goede gezondheid), bene tibi (goedheid voor jou)
- Lets: uz veselību, priekā
- Litouws: į sveikatą
- Mandarijn: gānbēi (干杯)
- Nederlands (Nederland): proost, gezondheid, daar ga je (verbastering van het Hebreeuws), geniet ervan
- Nederlands (België): proost, gezondheid, santé, schol, chin
- Nepalees: suru garam
- Noors: skål
- Papiaments: salú
- Perzisch: be salahmati (به سلامتی) (op goede gezondheid)
- Pools: na zdrowie
- Portugees: a sua saúde (op je gezondheid), viva
- Roemeens: noroc
- Russisch: ваше здоровье (vashe zdoróvje) (op uw gezondheid)
- Servisch: наздравље (nazdravlje), живели (živeli)
- Sloveens: na zdravje
- Somalisch: auguryo
- Spaans: salud (gezondheid)
- Swahili: maisha marefu
- Thai: chok dee
- Tibetaans: chapda
- Tsjechisch: na zdraví
- Turks: serefe
- Vietnamees: chúc sức khoẻ!
- Zweeds: skål

## Trivia
- Georgië kent een traditie van zeer uitgebreid proosten.
- In verschillende culturen bestaat een bijgeloof dat, als je elkaar niet aankijkt tijdens het proosten, dit ongeluk brengt. (Zoals zeven jaar ongeluk, zeven jaar slechte seks of andere varianten.)
- Het Italiaanse cin-cin heeft, als een van de weinige proostuitingen geen betekenis. Het is enkel het geluid dat de glazen maken bij het proosten. Wie dit in Japan zegt, begaat echter een faux pas omdat het sterk lijkt op chin-chin, een aanduiding voor het mannelijk lid.
- Het wereldrecord proosten of "santé" staat op naam van het West-Vlaamse Heule. Op 20 juli 2018 proostten zo'n 1.273 personen met elkaar. Niet enkel het Belgisch record van Deerlijk met 1.005 personen, maar ook het wereldrecord van het Portugese dorpje Anadia met 1.233 ‘santé-zeggers’ werd hiermee verbroken.[5]